# هنري سيمبسون نيولاند
هنري سيمبسون نيولاند (بالإنجليزية: Henry Simpson Newland)‏ هو جراح أسترالي، ولد في 24 نوفمبر 1873 في Kensington, South Australia ‏ في أستراليا، وتوفي في 13 نوفمبر 1969.